# Даниил (Пантелич)
Епи́скоп Дании́л (серб. Епископ Данило, в миру Душан Пантелич, серб. Душан Пантелић; 20 июля (2 августа) 1865, село Кузмино — 2 января 1927, Шибеник) — епископ Сербской православной церкви, епископ Далматинско-Истарский.

## Биография
Родился 2 августа 1865 года в селе Кузмино под Сремской Митровицой в семье учителя Илии и его жены Драгини, урождённой Попович.
После окончания основной школы в Кузьмине обучался в Сербской православной великой гимназии в Сремских Карловцах, по окончании которого поступил на юридический факультет Загребского университета. По окончании университета поступил в старую Карловацкую семинарию, которую окончил в 1897 году.
Как дипломированный богослов был назначен консисториальным юристом и референтом Сремско-Карловацкой архиепископии. В том же году принял монашеский постриг и рукоположён в сан иеродиакона.
На Рождество 1897 года возведён в сан иеродиакона, а в 1898 году возведён в сан архидиакона. В 1901 году рукоположён в сан пресвитера с возведением в сан синкелла. В 1903 году хиротонисан в сан протосинкелла, а в 1905 году назначен настоятелем монастыря Гргетег в сане архимандрита. Пробыл на этой должности до избрания епископом. Несмотря на то, что был строгим настоятелем, пользовался уважением среди фрушскогорских монахов.
23 февраля 1921 года назначен администратором Печской епархии.
21 августа 1921 года решением Священного Синода избран епископом Далматинско-Истарским.
25 декабря 1921 года в Белградской соборной церкви был хиротонисан во епископа Далматинско-Истарского. Хиротонию совершили Патриарх Сербский Димитрий, митрополит Скопский Варнава (Росич) и епископ Бококоторский Кирилл (Митрович).
Скончался 2 января 1927 года в Шибенике. Похоронен в храме Святого Спаса в Шибенике.